# 1951 Lick
Az 1951 Lick (ideiglenes jelöléssel 1949 OA) egy marsközeli kisbolygó. Carl Alvar Wirtanen fedezte fel 1949. július 26-án.